# Sydsvenska Dagbladets europapris
Sydsvenska Dagbladets europapris (numera även kallat Sydsvenskans europapris) är ett pris instiftat av tidningen Sydsvenska Dagbladet 1987 och utdelas årligen till personer, som på olika sätt verkar för europeisk samverkan och utveckling. 1987 var Europa fortfarande i hög grad en splittrad kontinent i ett tillstånd av det så kallade kalla kriget med länder inom respektive utom Europeiska gemenskaperna (EG) respektive socialistiska Östblocket och Sovjetunionen.
Priset består av en plakett samt 50 000 kronor (2011).

## Pristagare
- 1987 - Egon Weidekamp
- 1988 - Percy Barnevik
- 1989 - Rolf Gustavsson
- 1990 - Björn Engholm
- 1991 - Anita Gradin samt Ulf Dinkelspiel
- 1992 - Uffe Ellemann-Jensen
- 1993 - (ej utdelat)
- 1994 - Odd Engström
- 1995 - Helge Albin
- 1996 - Carl Bildt
- 1997 - Göran Johnsson
- 1998 - Annika Åhnberg
- 1999 - (ej utdelat)
- 2000 - Magnus Jerneck
- 2001 - Göran Persson
- 2002 - Uffe Palludan, Palludan Fremtidsforskning
- 2003 - Marit Paulsen
- 2004 - Hans Cavalli-Björkman
- 2005 - Kjell Albin Abrahamson
- 2006 - (ej utdelat)
- 2007 - Ingmar Karlsson
- 2008 - Bronisław Geremek
- 2009 - Margot Wallström
- 2010 - Svante Stockselius